# Monts de Fayat
Die Monts de Fayat liegen im Süden des Département Haute-Vienne in der Region Nouvelle-Aquitaine, Frankreich. Sie gehören geologisch zum nordwestlichen Massif Central.

## Etymologie
Die Bezeichnung Monts de Fayat geht auf den gleichnamigen Weiler Fayat zurück. Der Weiler liegt knapp 4 Kilometer südlich von Château-Chervix. Fayat dürfte vom Lateinischen fagus (Buche) abgeleitet sein.

## Geographie
Die Monts de Fayat befinden sich 28 Kilometer südsüdöstlich von Limoges (Luftlinie). Sie verlaufen in etwa parallel zum Nordrand des Département Corrèze, von dem sie weniger als 10 Kilometer entfernt sind. Sie werden auf ihrer Ostseite von der Briance zum Mont Gargan sowie zum Plateau de Millevaches hin abgetrennt. Ihre Westgrenze bilden die Monts de Châlus. Das Massiv spaltet das Plateau du Limousin in zwei ungleiche Hälften. Der größere Nordteil umgibt stufenförmig das Tal der Vienne, der Südabschnitt wird in Richtung Südosten von der Vézère eingeengt. Beide Plateauhälften stehen über einen 480 Meter hohen Sattel bei Masseret miteinander in Verbindung, welcher seinerseits von den Monts de Fayat um weitere 50 Meter überragt wird. 
Höchster Punkt in den Monts de Fayat ist der auf dem Gemeindegebiet von Château-Chervix gelegene Puy de Bar (auch Puy de Barre), der 534 Meter über dem Meer erreicht. Die Höhenlagen sind bewaldet und werden vom Forêt de Fayat bedeckt.
Das Gebiet der Monts de Fayat erstreckt sich über folgende 6 Gemeinden:
- Meuzac
- Château-Chervix
- Coussac-Bonneval
- Saint-Priest-Ligoure
- La Roche-l’Abeille
- Saint-Yrieix-la-Perche.

Im Osten reichen die Monts de Fayat bis an die Ausläufer des Plateau de Millevaches heran und erreichen den Mont Gargan, zu dem sie gelegentlich auch gerechnet werden.

## Geologie

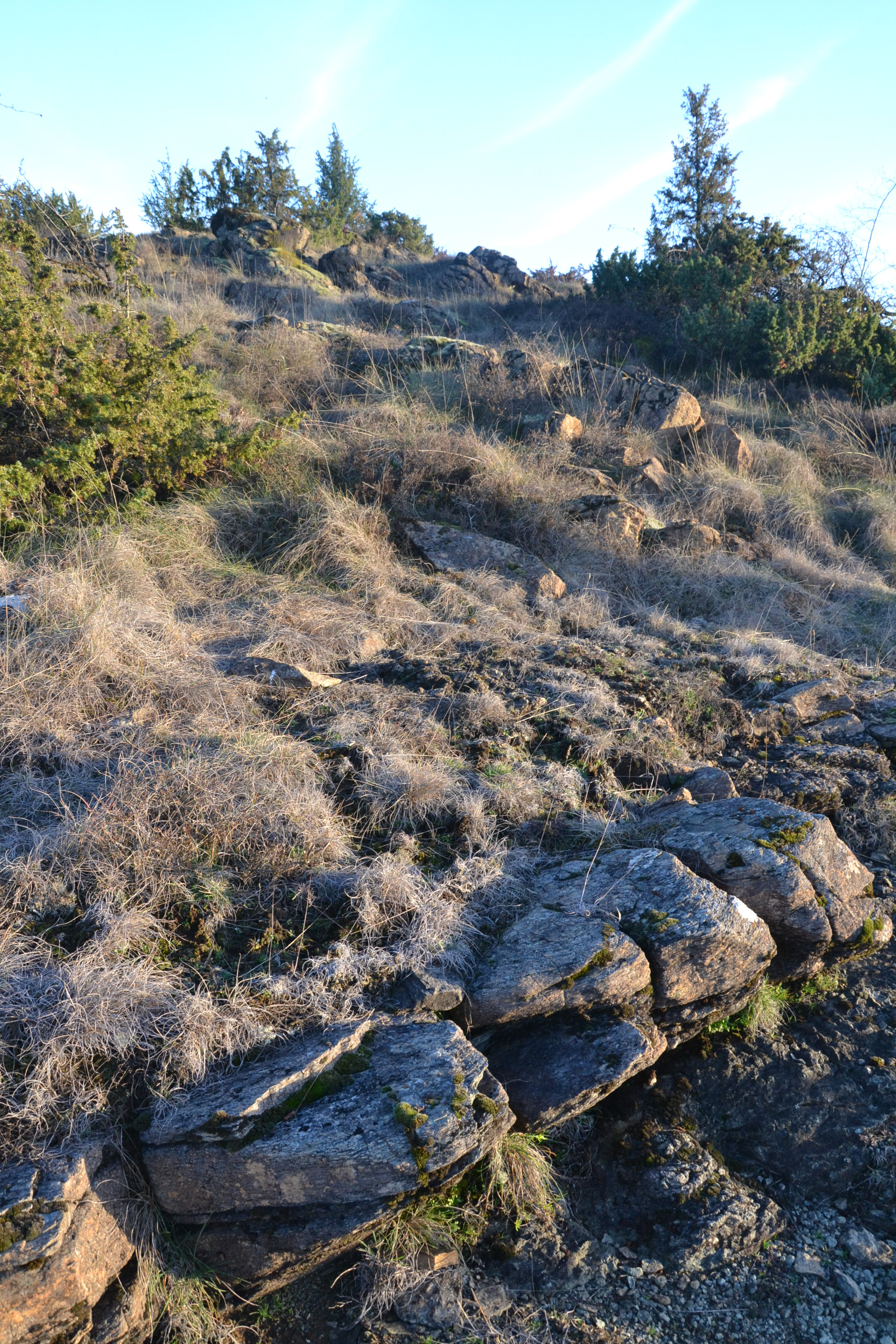
Flach einfallende Serpentinite bei Le Cluzeau in der Nähe von Château-Chervix

Die Monts de Fayat liegen vollständig auf dem kristallinen Grundgebirge des nordwestlichen Massif Central. Strukturgeologisch gehören sie überwiegend zur Unteren Gneisdecke des Limousins, nur an ihrem Nordrand erscheint auch noch die Obere Gneisdecke. Der Deckenstapel liegt mehr oder weniger flach, ist aber mit einer Wellenlänge von rund 25 Kilometer sanft gefaltet. Unter den Monts de Fayat bildet er das Meuzac-Antiklinorium mit basalen leukokratischen Orthogneisen (Leptyniten) in dessen Kern. Über den Orthogneiskern haben sich Paragneise und weitere Leptynite aus der höheren Unteren Gneisdecke geschoben. Bei La Flotte und Le Cluzeau östlich von Château-Chervix erscheinen dann erstmals ebenfalls flach liegende Serpentinite, die tektonisierte Überreste des einstigen Limousin-Ozeans darstellen und bereits die Basis der Oberen Gneisdecke repräsentieren. Erstaunlicherweise zeigen diese eingequetschten Ophiolithe im Vergleich zu den hochgradigen amphibolitfaziellen Gesteinen der beiden Gneisdecken nur einen relativ niedrigen Metamorphosegrad. 
Im orogenen Spätstadium während des Oberkarbons drangen kleinere Leukogranitkörper in den Deckenstapel, beispielsweise bei Margnol und Violeizeix südwestlich von Château-Chervix. Assoziiert sind kleinere Mikrogranitgänge, die hauptsächlich Nord-Süd orientiert sind. Mit Erreichen des Bereichs spröder Verformungen gegen Ende der Orogenese überzog ein recht engmaschiges Netz Nordost-Südwest-streichender Störungen den Deckenstapel, welche anschließend verkieselten und vererzten. Mineralisationen sind Gold, Arsen, Antimon, Wolfram, Blei und Zink.
Erwähnenswert sind Eklogitvorkommen bei Roche-l’Abeille und nördlich von La Flotte.

### Bergbau und Rohstoffe
In den Monts de Fayat wurde früher nach Gold geschürft, wie auch an anderen Stellen in der Umgebung von Saint-Yrieix-la-Perche (z. B. in den  Goldminen von Laurièras und La Fagassière). Das Gold findet sich in Nordnordost- und Ostnordost-streichenden Quarzgängen, die wie bereits angedeutet an Störungen innerhalb der Unteren Gneisdecke gebunden sind. 
Der Tonreichtum des verwitterten Grundgebirges wurde zur Basis zahlreicher Ziegeleien. Auch Kaolin wurde ab dem 18. Jahrhundert abgebaut – Saint-Yrieix-la-Perche ist bekannt für seine Kaolinvorkommen und war der älteste Kaolinlieferant in Frankreich.